# Tu vida es mi vida
Tu vida es mi vida (lit. Sua Vida é Minha Vida) é uma telenovela mexicana produzida por Angelli Nesma Medina para TelevisaUnivision  e exibida pelo Las Estrellas entre 15 de janeiro e 17 de maio de 2024, substituindo Minas de pasión às 18h30, e sendo substituída por Mi amor sin tiempo. Estreou simultaneamente nos Estados Unidos pela Univisión, substituindo Vencer la culpa, às 8pm/7C, indo ao ar até o 27 de maio de 2024, sendo substituída por Golpe de suerte.. É baseada na telnovela chilena Amar a morir, de 2019 criada por Carlos Espinosa, Alexis Mardones e Guillermo García, sendo adaptado por Juan Carlos Alcalá.
É protagonizada por Susana González e Valentino Lanús e antagonizada por Lisardo, Pedro Moreno, Elsa Ortiz, Sofía Rivera Torres, Elena Pérez y Germán Martínez e atuações estelares de Pablo Valentín e Margarita Magaña e participações dos primeiros atores Juan Soler, Verónica Merchant, Roberto Mateos, Surya MacGregor e Laura Flores.

## Sinopse
Paula Lugo (Susana González) descobre que tem uma doença terminal e tem de 8 meses a 1 ano de vida. Ela repensa sua existência e deixa o emprego de empresária e compra um caminhão-restaurante para ficar com os três filhos. A eles se junta Lorenzo Lugo (Juan Soler), pai de Paula, que sabe da doença da filha e insiste que comecem a viagem à cidade onde há anos têm uma casa de campo. Lá conhecerão Pepe Castillo (Valentino Lanús), um homem bom e com sentimentos nobres que está prestes a se divorciar de Malena García (Elsa Ortíz), uma mulher egoísta que o traiu. com Rafael Castillo (Pedro Moreno), irmão do próprio Pepe. Embora o relacionamento entre eles comece de forma nada cordial, Paula e Pepe não conseguem deixar de se sentir atraídos um pelo outro e com uma lista de tarefas que cada um tem, eles descubra que eles são perfeitos um para o outro.

## Elenco
- Susana González - Paula Lugo Navarro
- Valentino Lanús - José Alberto "Pepe" Castillo Ibáñez
- Juan Soler - Lorenzo Lugo Otero
- Lisardo - Rolando Molina Rubio
- Pedro Moreno - Rafael "Rafa" Castillo Ibáñez / Rafael "Rafa" Lugo Ibáñez
- Elsa Ortiz - Malena García Robles
- Verónica Merchant - Isabela Ibáñez Cuevas de Lugo / de Castillo
- Roberto Mateos - Alejandro "Álex" Castillo Núñez
- Sofía Rivera Torres - Natalia Ferrer Martínez
- Pablo Valentín - Marcos Balam
- Surya MacGregor - Rosa Martínez Torres
- Margarita Magaña - Zaida Álvarez Luján / Sofía
- Romina Poza - Lucía Castillo García
- Sergio Madrigal - Emiliano Serrano Lugo
- Elena Pérez - Renata Longoria Portillo
- Karla Gaytán - Andrea Castillo Ibáñez / Andrea Castillo Álvarez
- Bruno Piza - Diego Serrano Lugo
- Pedro Baldo - Arturo Izquierdo
- Germán Martínez - Federico "Fede" Villanueva
- Camila Méndez - Susana "Susy" Serrano Lugo
- Rodrigo Ríos - Mateo "Teo" Castillo García
- Laura Flores - Gracia Martínez Torres
- Eduardo Liñán - Dr. Patricio Jasso
- Julio Mannino - Rigoberto López
- Lorena Álvarez - Teresa Álvarez de López
- Marcos Montero - Germán Serrano Riquelme
- Daniela Montero - Lucha
- Esmeralda Paz - Alicia
- David Negrete - Pillo
- Jorge de Marin - Dr. Serrano
- Daniel Barbara - Fabián
- César Acosta - Luis
- Fernanda Álvarez - Génesis
- Mariana Busto - Valeria
- Josse Angulo - Gabriela
- Patricio de María - Patricio
- John McManus - Ricardo Santos
- Lambda García - Lorenzo Lugo Otero (jovem)
- León André - Alejandro 'Álex' Castillo Núñez (jovem)
- Sofia Zavala - Isabela Ibáñez Cuevas de Castillo (jovem)
- Juan Pablo Molina	- Emiliano Serrano Lugo (menino)
- Cristofer Legorreta - José Alberto 'Pepe' Castillo Ibáñez (bebê)

## Produção

### Desenvolvimento
Em fevereiro de 2023, foi anunciado que Angelli Nesma Medina havia iniciado a pré-produção de sua próxima novela. A produção da novela começou com as filmagens em 26 de outubro de 2023, em uma locação na Cidade do México.

### Escolha de elenco
No dia 23 de agosto de 2023, Susana González foi anunciada como a escolhida para protagonizar. Em setembro de 2023, Juan Soler, Elsa Ortiz e Sofía Rivera Torres se juntaram ao elenco.
Em 4 de outubro de 2023, foi anunciado que Valentino Lanús estrelaria ao lado de González, marcando seu retorno à televisão.

## Audiência
| Horário               | # Eps. | Estreia               | Estreia           | Final              | Final           | Posição | Temporada | Classificação geral |
| Horário               | # Eps. | Data                  | Primeiro capítulo | Data               | Último capítulo | Posição | Temporada | Classificação geral |
| --------------------- | ------ | --------------------- | ----------------- | ------------------ | --------------- | ------- | --------- | ------------------- |
| Segunda – Sexta 18h30 | 90     | 15 de janeiro de 2024 | 2.6               | 17 de maio de 2024 | 2.5             | #1      | 2024      | 2.11                |